# Стрельцов, Александр Витальевич
Алекса́ндр Вита́льевич Стрельцо́в (31 января 1990, Нижневартовск) — российский хоккеист, нападающий. Воспитанник нижневартовского хоккея. Брат Василия Стрельцова. В настоящее время является игроком красноярского клуба «Сокол», выступающего в ВХЛ.

## Карьера
Александр Стрельцов начал свою профессиональную карьеру в 2009 году в составе екатеринбургского «Автомобилиста», выступая до этого за его фарм-клуб. В своём дебютном сезоне в Континентальной хоккейной лиге Александр провёл на площадке 30 матчей, набрав 4 (2+2) очка, также на его счету был 41 матч и 37 (22+15) очков в составе клуба МХЛ «Авто». В сезоне 2010/11 Стрельцов успешно выступал в МХЛ, набрав 39 (21+18) очков в 37 матчах.
Также в том сезоне он был командирован в клуб ВХЛ «Спутник», а вернувшись в КХЛ в 15 играх на его счету было 3 (2+1) результативных балла.
Он был обменян с братом в Тольяттинский клуб «Лада» на выбора во втором и в третьем раундах драфта КХЛ.

## Статистика
| Легенда | Легенда                    | Легенда | Легенда                   | Легенда | Легенда    |
| ------- | -------------------------- | ------- | ------------------------- | ------- | ---------- |
| И       | Количество проведённых игр | Штр     | Штрафное время            | +/−     | Плюс-минус |
| Г       | Голы                       | П       | Голевые передачи          | О       | Очки       |
| -       | Статистика неизвестна      | —       | Статистика не учитывалась |         |            |

### Клубная карьера
- a В этом сезоне в «Плей-офф» учитывается статистика игрока в Кубке Надежды.

## Интересные факты
У Александра есть брат-близнец Василий, который также профессионально занимается хоккеем и является его одноклубником.